# ديبرا هايوارد
ديبرا هايوارد (بالإنجليزية: Debra Hayward)‏ (و. القرن 20  م) هي منتجة أفلام، وكاتبة سيناريو بريطانية، ولدت في ليفربول.

## وصلات خارجية
- ديبرا هايوارد على موقع IMDb (الإنجليزية)
- ديبرا هايوارد على موقع ألو سيني (الفرنسية)
- ديبرا هايوارد على موقع تيرنر كلاسيك موفيز (الإنجليزية)
- ديبرا هايوارد على موقع أول موفي (الإنجليزية)
- ديبرا هايوارد على موقع قاعدة بيانات الأفلام السويدية (السويدية)
- ديبرا هايوارد على موقع قاعدة بيانات الفيلم (الإنجليزية)
- ديبرا هايوارد على موقع كينوبويسك (الروسية)